# Guilherme Lopes de Almeida
Guilherme Lopes de Almeida (Brasilia, 14 febbraio 2002) è un calciatore brasiliano, difensore del RB Bragantino.

## Carriera
Guilherme ha giocato per due anni e mezzo per le giovanili del Cruzeiro prima di rimanere svincolato nel 2018. Si è unito al Red Bull Brasil l'anno successivo, inizialmente assegnato agli under-17, ed è stato mantenuto nel club dopo la fusione con il Bragantino che ha portato alla nascita del RB Bragantino.
Ha fatto il suo debutto con l'RB Brasil durante il Campeonato Paulista Série A2 2020, attirando l'interesse della Real Sociedad grazie alle sue prestazioni. Il 20 ottobre dello stesso anno ha rinnovato il contratto fino a dicembre 2024, con una clausola rescissoria di R$ 25,760 milioni.
Ha esordito in prima squadra con il RB Bragantino 10 luglio 2021 sostituendo il Weverton nel secondo tempo del pareggio esterno per 2-2 contro l'Athl. Paranaense in Série A. Il 21 luglio 2022 è stato prestato al CRB fino al termine dell'anno.

## Statistiche

### Presenze e reti nei club
Statistiche aggiornate all'11 giugno 2023.
| Stagione        | Squadra         | Campionato      | Campionato | Campionato | Coppe nazionali | Coppe nazionali | Coppe nazionali | Coppe continentali | Coppe continentali | Coppe continentali | Altre coppe | Altre coppe | Altre coppe | Totale | Totale | Totale |
| Stagione        | Squadra         | Comp            | Pres       | Reti       | Comp            | Pres            | Reti            | Comp               | Pres               | Reti               | Comp        | Pres        | Reti        | Pres   | Reti   |        |
| --------------- | --------------- | --------------- | ---------- | ---------- | --------------- | --------------- | --------------- | ------------------ | ------------------ | ------------------ | ----------- | ----------- | ----------- | ------ | ------ | ------ |
| 2020            | Red Bull Brasil | A2/SP           | 15         | 0          |                 | -               | -               |                    | -                  | -                  |             | -           | -           | 15     | 0      |        |
| 2021            | Red Bull Brasil | A2/SP           | 4          | 0          |                 | -               | -               |                    | -                  | -                  |             | -           | -           | 4      | 0      |        |
| 2021            | RB Bragantino   | A               | 4          | 0          | CB              | 0               | 0               | CS                 | 1                  | 0                  |             | -           | -           | 5      | 0      |        |
| 2022            | RB Bragantino   | A1/SP+A         | 4+2        | 0          | CB              | 0               | 0               | CL                 | 0                  | 0                  |             | -           | -           | 6      | 0      |        |
| 2023            | CRB             | B               | 8          | 0          | CB              | 0               | 0               |                    | -                  | -                  |             | 0           | 0           | 8      | 0      |        |
| 2023            | RB Bragantino   | A1/SP+A         | 3+4        | 0          | CB              | 1               | 0               | CS                 | 1                  | 0                  |             | -           | -           | 9      | 0      |        |
| Totale carriera | Totale carriera | Totale carriera | 44         | 0          |                 | 1               | 0               |                    | 2                  | 0                  |             | -           | -           | 47     | 0      |        |